# معبد آتون الصغير
معبد آتون الصغير هو معبد لآتون يقع في مدينة تل العمارنة المصرية القديمة. إنه أحد المعبدين الرئيسيين في المدينة، والآخر هو معبد آتون الكبير. يقع بجوار بيت الملك وبالقرب من القصر الملكي في الجزء المركزي من المدينة. يُعرف في الأصل باسم حوت-آتن أو قصر آتون، ربما تم بناؤه قبل المعبد الكبير الأكبر. تم العثور على تصويرها المعاصر الوحيد في قبر توتو (العمارنة قبر 8). مثل المباني الأخرى في المدينة، تم تشييده بسرعة، وبالتالي كان من السهل تفكيك المواد وإعادة استخدامها للبناء في وقت لاحق.
تم حفره لأول مرة في عام 1931 من قبل جمعية استكشاف مصر.

## تَخطِيط

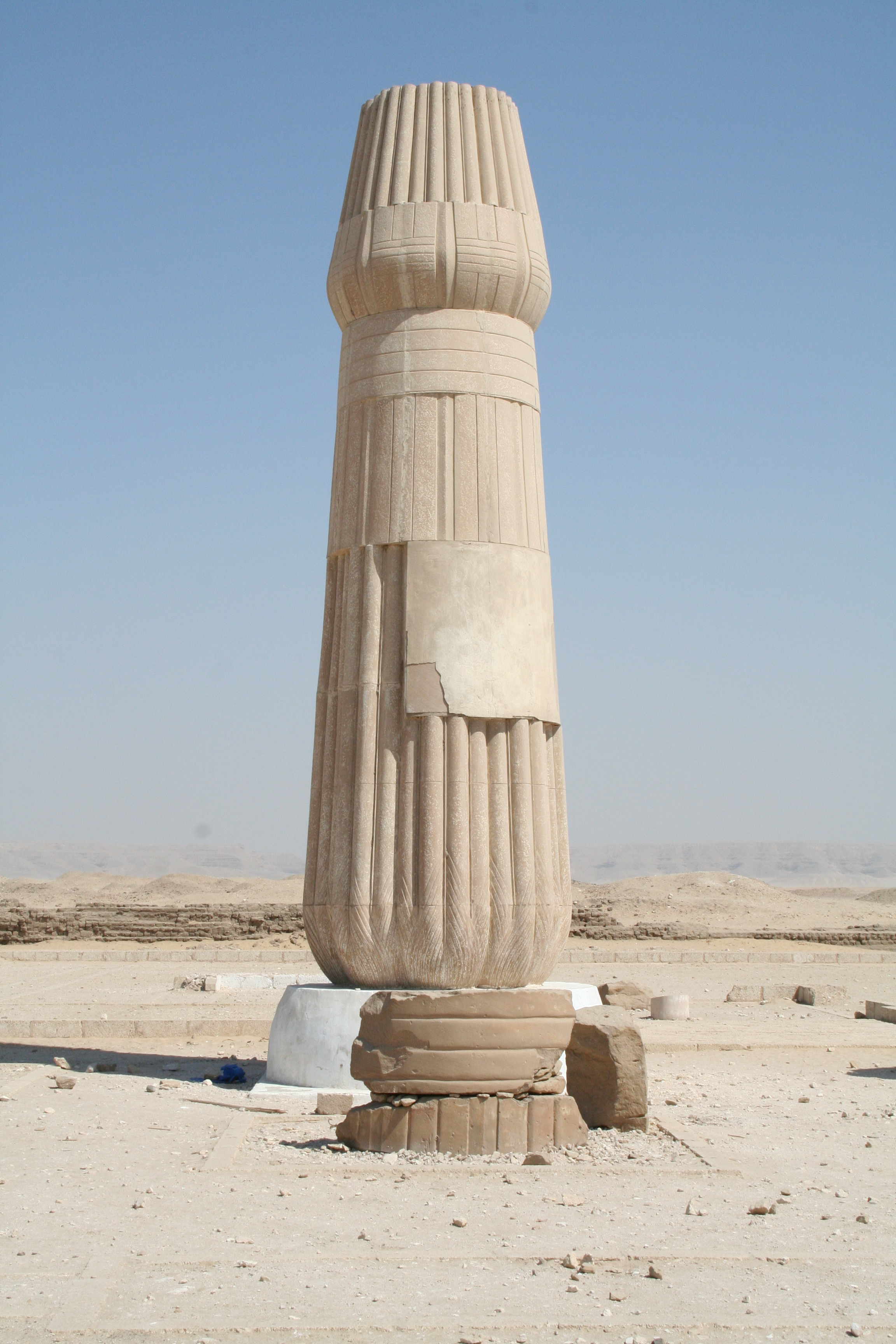
أحد الأعمدة المخطوطة التي أعيد بناؤها في الحرم.

كان الهيكل محاطًا بجدار كبير من الطوب المصنوع من الطوب الكبير مقاس 37 × 19 × 14.5 سم. التيمنوس محاط بمساحة 127 م في 200 م. في الطرف الشرقي، تم العثور على بقايا أزهار، وفصلها طريق من الأشجار عن المباني المحيطة. كان المدخل الرئيسي من الغرب عبر أبراج ضخمة من الآجر. كان لكل برج فتحات لعمودي علم. كانت الجدران البارزة للأمام من بوابة الصرح تحمل في الأصل أبوابًا. في المدخل الرئيسي، تم العثور على مساحة كبيرة من الجبس المحفوظ عليها انطباعات كتل وعلامات البناء. كانت هذه المنطقة من الجص قاعدة لمنصة لاحقة ذات نهج خارجي متدرج وداخل منحدر. إن العثور على إطار دائري يحمل اسم «غنخ خبرو رع» يعود إلى عهد الملوك المصريين سمنخ كا رع أو نفر نفرو آتون. تم العثور على مداخل أصغر، بجدران بارزة خاصة بها، على جانبي الأبراج الرئيسية.

### المحكمة الأولى
أدى منحدر من الطين الأبيض إلى أسفل إلى هذه المنطقة. على جانبي هذا المنحدر كانت توجد طاولات من الطوب اللبن وفي الوسط مذبح كبير من الطوب اللبن. وقد رُصِفَ الفناء بأكمله بالجص الطيني. يبدو أن هذه المنطقة هي أقدم جزء من المجمع، حيث أنها مغطاة بالحصى النظيف ويغطي سطحها بوابة الصرح اللاحقة. تم هدم هذا «المذبح الكبير» لاحقًا إلى مستوى الأرض وتم دمج بعض أحجاره في توسيع المذبحين الأقرب إلى المدخل، والذي ربما كان بمثابة قواعد التماثيل.

### المحكمة الثانية
مجموعة ثانية من بوابات الصرح ذات مداخل أصغر مماثلة للمدخل الرئيسي تؤدي إلى هذا الفناء. داخل الأبراج كانت هناك منافذ للوحات الجرانيت. كان لهذه المحكمة مداخل جانبية إلى الشمال والجنوب، ويُعتقد أنها مدخلين خاصين للملك والكهنة على التوالي. يحتوي المدخل الجنوبي على منزل صغير للحمالين. خارج هذه البوابة كان يوجد مكب للحجارة من تدمير الحرم، مثل معبد آتون الكبير.
كان الصرح الجنوبي مرتبطًا ببيت كاهن صغير. تم العثور هنا على أجزاء من إفريز صغير مصبوغ بالصل.

### محكمة الملاذ
كانت بوابة هذه المحكمة محاطة مرة أخرى بأبراج مماثلة للبوابات السابقة. ومع ذلك، لم تكن هناك مداخل إضافية ولا منافذ للوحات. تحيط الأشجار بالحرم على الجانب الشرقي. احتوى النصف الجنوبي من المحكمة على عدد من المباني. في الزاوية الجنوبية الشرقية كان هناك مبنى صغير من الآجر يحتوي على سلسلة من الغرف بما في ذلك واحدة بها منصة. إلى الشمال الغربي من هذا المبنى اقترب آخر من منحدر كان من المحتمل أن يكون مصلى صغير. إلى الغرب من هذا المبنى كان هناك مبنى آخر يتكون من غرفة واحدة متصلة بالجناح الجنوبي للحرم بواسطة سلسلة من الجدران التي ربما كانت تخص منزلًا صغيرًا. كانت جدرانه سميكة وجيدة البناء، وكانت الأرضية مرصوفة بالآجر.

### الملاذ الآمن
كان للفناء الخارجي للحرم المقدس أجنحة بارزة على جانبي المبنى الرئيسي. كانت جدران هذه الجدران من الخارج حجرية، وكانت الحواجز من الطوب اللبن. أدى منحدر مع درابزين إلى المحكمة الأولى للحرم، مروراً بين برجين رفيعين، ومن المحتمل أن يستمر كطريق إلى المذبح في المركز. كانت هذه المحكمة الأولى مليئة بطاولات القرابين. كان المدخل الرقيق إلى الفناء الداخلي محاطًا بأربعة أعمدة كبيرة على كل جانب. من المحتمل أن تماثيل الحجر الجيري بالحجم الطبيعي، والتي تم العثور على أجزاء منها في المكب، كانت ذات يوم قائمة في هذه المنطقة. كان مدخل الفناء الداخلي من نفس النوع المتعرج الذي شوهد أيضًا في معبد آتون الكبير. امتلأ القاعة بأكملها بطاولات القرابين وتحيط بها مصليات صغيرة بنيت في الجدران.
في عام 1994، تم تجميع نسخ متماثلة من الخرسانة للأعمدة المخروطية في موقعها الأصلي أمام فناء الحرم الداخلي. كانت هذه الأعمدة نسخًا متماثلة بناءً على الأجزاء التي عُثر عليها في التنقيب عام 1931 وتم تصنيعها في مصر من قوالب صنعت في إنجلترا.